# タイム・トラベラー
『タイム・トラベラー』は、NHKが製作し、1972年（昭和47年）に放送した青少年向けSFテレビドラマである。

## 概要
本作品はNHK「少年ドラマシリーズ」の第1作である。原作は筒井康隆の『時をかける少女』。
1971年の夏に企画が立てられ、1972年1月1日から1972年2月5日まで放映された。本作品が好評だったため、同じスタッフとキャストでオリジナル脚本による『続 タイムトラベラー』も製作され、同年11月4日から12月2日まで放映された。
語り手として城達也が出演しているが、照明はダウンライトで、顔がよくわからないようにしている。これは『JET STREAM』の開始後に城が決めた「機長としてのイメージを壊さないように顔出しでのテレビ出演はしたくない」という意向への最低限の配慮である。
クロマキーをベースにした特殊効果が行われた。

## ストーリー
普通の中学3年生、芳山和子の身辺に次々と不思議なことが起き始めたのは、彼女が理科準備室で謎の香りを嗅いでからのことだった。その香りは、ラベンダーという花のものだった。
やがて和子は、同じクラスの深町一夫が実は700年後の世界からやってきた未来人、ケン・ソゴルであることを知る。ケンは未来に帰るための薬を調合するために、架空の人物に成り済ましていたのだ。ラベンダーはその調合に必要な材料だった。調合途中の薬の匂いを嗅いだことで、和子はタイム・トラベルの能力を持ったと、ケンに告げられる。
和子は、何らかのショックを与えられたときなどに、不意に起きるタイム・トラベルで、過去や未来の世界との間を行き来する。行った先で身近な人に近々不幸なことが起きるのを知ることになるが、どうすることもできない。ケンの言によれば、時間を超えて行き来することは可能でも、過去や未来を変えることは無理なのだ。お互いを助け合ううちに、和子とケンの間には、次第に淡い恋愛感情のようなものが芽生え始める。
やがてケンは、未来に帰るための薬品を完成する。その前に、和子を含めその事実を知る人の記憶を消去しなければならないという。ケンと過ごした記憶を消されることを悲しむ和子。だがケンにも、タイム・ルールの掟を破ることは許されない。ケンは和子を含め、自分にまつわる周囲の人たちの記憶をすべて消した上で未来に帰っていった。
ケンの記憶を消された和子は、高校入試を控えて受験勉強に追われる普通の中学生に戻った。だが彼女のタイム・トラベルの能力はどうなったのだろうか。もしかしたら何かの拍子に、タイム・トラベラーとしての能力を取り戻すかも知れない。

## 再放送実現に至るまで
本作品を収録したマスターテープは、他の番組制作に使い回されたために、NHKには映像が保存されていなかったが、放送時に一般視聴者が統一I型で録画していた最終回の映像が、1998年になって提供された。それ以前に音声のみは視聴者から提供された全話分が存在したため、提供された時点では見るに堪えなかった映像は補修され、音声も追加されてほぼ完全な状態に修復された。
統一I型ビデオで録画されたこの最終回の映像は、1999年7月3日にNHKの『土曜スタジオパーク』にてその一部が放送されたことをきっかけとして反響を呼んだ。その後、2001年11月18日には『NHKアーカイブス』で放送され、約30年ぶりに再放送が実現することとなり、同年にはDVDも発売された。
また、本作品で使用された劇伴音楽の音源も現存していないと思われていたが、作曲を担当した高井達雄のもとから一部の楽曲のコピーテープが発見され、2006年にサウンドトラックが発売された。

## キャスト
- 芳山和子 - 島田淳子
- ケン・ソゴル（深町一夫） - 木下清
- 柳沢由美 - テレサ野田
- 福島先生 - 浜田晃
- 山形先生 - 榊原史子
- 校長先生 - 西国成男
- 山崎先生 - 神山卓三
- 敬子 - 小川悦子
- さゆり - 高尾礼子
- 望月博士 - 若林彰
- 深町夫人 - 堀越節子
- 和子の父 - 坂本長利
- 和子の母 - 蓮川久美
- オサム - 佐藤一臣
- 精神病院の医師 - 和久井節緒[注釈 4]
- 掃除のおばさん・中村 - 春江ふかみ
- 掃除のおばさん・吉川 - 田中筆子
- 新聞社デスク - 西田昭市
- 新聞記者 - 熊倉重之、柄沢英二、岸野一彦
- ナレーター - 城達也

## スタッフ
- 原作 - 筒井康隆 （『時をかける少女』より）
- 脚本 - 石山透
- 演出 - 佐藤和哉、黛叶、石川康彦、花房実、加地通康
- 制作 - 柴田和夫、久保田弘
- 音楽 - 高井達雄
- 美術 - 蒔田穣、金沢譲太郎
- 技術 - 杉村忠彦
- 効果 - 田中正男、水野春久

## 参考資料
- 石山透 『タイム・トラベラー―筒井康隆「時をかける少女」より』 ISBN 4479480064
  - 続篇『続 タイムトラベラー』も含む全シナリオを収録。また、本編のモノクロ写真が数点収録されている。
- DVD 『NHK少年ドラマ・アンソロジーI』（2001年3月23日発売、アミューズソフト[3][4]）
  - 『タイム・トラベラー』最終回と、音声のみだが『タイム・トラベラー』第1-5話、『明日への追跡』第1.9.最終回（11,12を再編集の再放送版）を収録している。